# 316084 Mykolapokropyvny
316084 Mykolapokropyvny è un asteroide della fascia principale. Scoperto nel 2009, presenta un'orbita caratterizzata da un semiasse maggiore pari a 2,6381173 au e da un'eccentricità di 0,2353291, inclinata di 15,66174° rispetto all'eclittica.
L'asteroide è dedicato all'ucraino Mykola Petrovych Pokropyvny.